# Zhou Dunyi
Zhou Dunyi (Xinès tradicional: 周敦颐, xinès simplificat: 周敦颐, pinyin: Zhōo Dunyi; Wade-Giles: Chou Tun-i) (1017 - 1073) fou un filòsof i cosmòleg xinès de l'escola neoconfucianista (理学, Li Xue) autor del Taijitu Shuo (太极图说, Taijitu Shuo), "Explicació del taijitu", el primer comentari sobre el taijitu en el qual aquest apareix com una forma desenvolupada i no com el "símbol del yin i yang" que estem més acostumats a veure.
Per bé que era un erudit confucià també estava instruït en el taoisme i es va interessar pel budisme. Entre els seus nebots es trobaven els germans Cheng, cèlebres neoconfucians en els quals s'inspiraria Zhu Xi. Va ser aquest últim qui va decidir desenvolupar la breu obra de Zhou, en la qual havia reconegut idees que coincidien amb la seva pròpia teoria. Si bé Zhou Dunyi mai no havia acceptat deixebles, Zhu Xi va fer d'ell el precursor de la seva escola, i alhora va reelaborar una versió més àmplia del Taijitushuo que passaria a formar part del programa dels exàmens imperials l'any 1691 (any 29 de l'era Kangxi en el calendari xinès, durant la dinastia Qing).
També és autor del T'ung shu, una introducció al Yijing.